# Marina Lizorkina
Marina Siergiejewna Lizorkina (ur. 9 czerwca 1983 r. w Moskwie) – rosyjska piosenkarka i była członkini grupy Sieriebro.

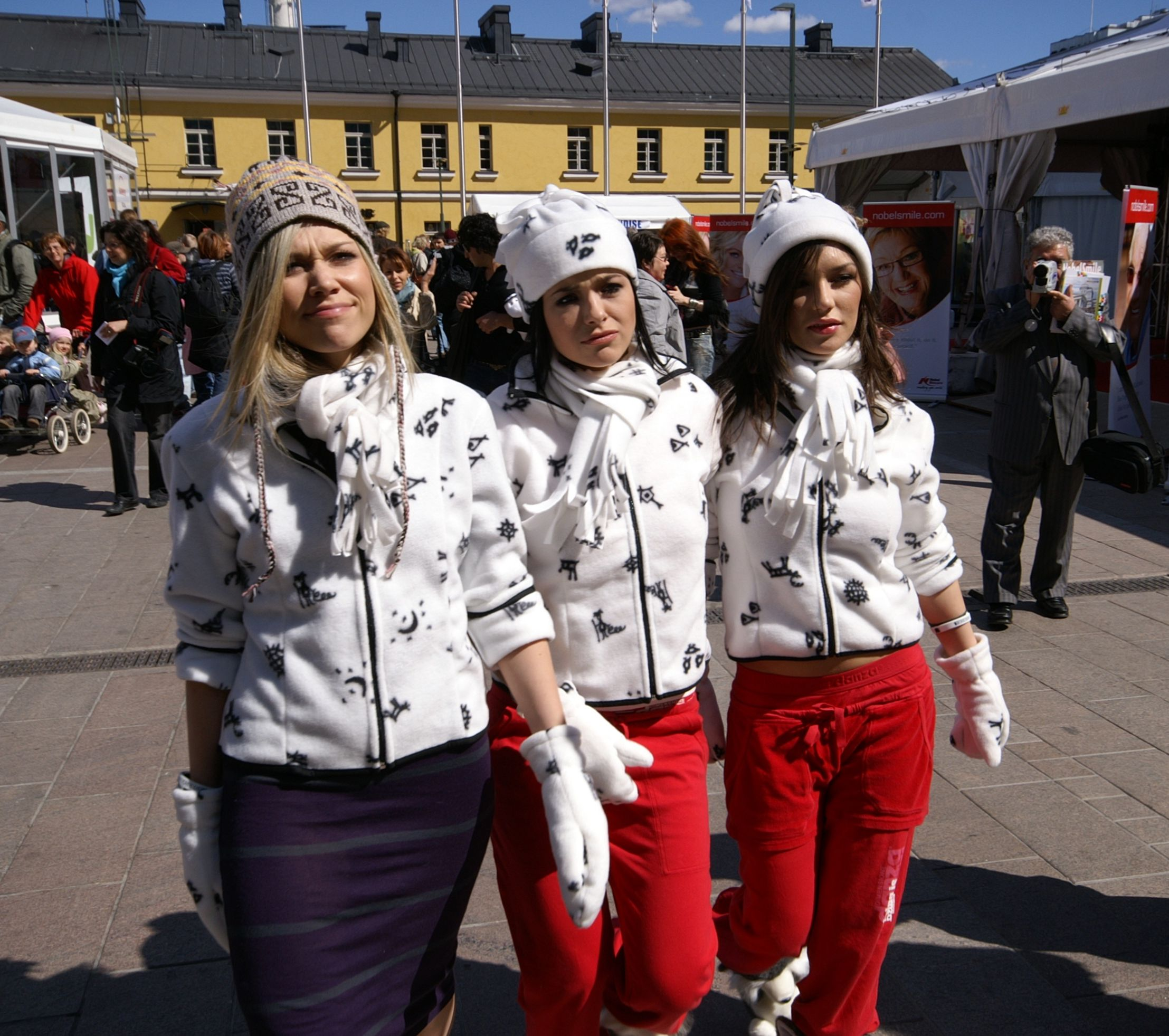
Marina Lizorkina (pierwsza z lewej), 2007 rok

W wieku 16 lat rozpoczęła studia w Akademii Sztuki Współczesnej w Moskwie.
W 2006 roku wstąpiła do zespołu Sieriebro. Grupa zajęła 3. miejsce w konkursie Eurowizji w 2007 roku. 18 czerwca 2009 ogłoszono, że Marina Lizorkina z powodów osobistych i finansowych opuściła zespół. Zastąpiła ją Anastasija Karpowa.